# Hertzöga BK
Hertzöga BK ist ein schwedischer Fußballverein aus Karlstad. Die erste Mannschaft spielt derzeit nur sechstklassig, war aber zeitweilig in der zweiten Liga vertreten.

## Geschichte
Hertzöga BK wurde 1962 gegründet. Lange Zeit spielte die Mannschaft nur unterklassig. Anfang der 1980er Jahre erreichte man erstmals die vierte Liga und 1990 gelang der Aufstieg in die drittklassige Division 2 Mellersta Svealand. Dort konnte sich die Mannschaft etablieren und bereit 1992 zog sie als Frühjahrsmeister in die Herbstrunde der zweiten Liga ein. Dort wurde mit nur zwei Siegen jedoch nur der letzte Platz belegt und damit spielte der Verein wieder nur drittklassig.
1993 und 1994 verpasste Hertzöga BK jeweils als Tabellendritter den Wiederaufstieg. Dieser wurde 1995 als Staffelsieger mit acht Punkten Vorsprung auf IFK Västerås und Enköpings SK erreicht. In der Division 1 Norra konnte der achte Tabellenplatz belegt werden. Ein Jahr später gelang in der Division 1 Södra nur noch der elfte Platz und Hertzöga BK musste in der Relegation antreten. Bereits in der ersten Runde scheiterte man gegen Nybro IF nach einem 3:2-Heimsieg und einer 1:2-Rückspielniederlage aufgrund der Auswärtstorregel und musste wieder in die dritte Liga absteigen. Als Tabellenvierter der Division II Västra Svealand verpasste der Verein den direkten Wiederaufstieg. Anschließend verzichtete man auf den Startplatz in der Liga und trat im folgenden Jahr in der fünftklassigen Division IV Värmland an.
Um Fußball in Karlstad populärer zu machen, wurden nach Ende der Spielzeit 1999 mit Carlstad United BK ein neuer Klub gegründet, für den die besten Spieler der Vereine in der Stadt auflaufen sollten. Mit Ausnahme von Karlstad BK wurde die Idee von allen Vereinen mitgetragen – auch von Hertzöga BK. Derart geschwächt konnte die Restmannschaft nur einen Abstiegsplatz belegen, im folgenden Jahr gelang jedoch die Rückkehr in die fünfte Liga. Hier etablierte sich die Mannschaft und wurde 2004 Staffelsieger und kehrte damit in die vierte Liga zurück. Als Tabellenachter wurde die Mannschaft Opfer der Ligareform in Schweden und kam in die neue fünfte Liga. Dort stieg die Mannschaft jedoch 2006 direkt als Tabellenletzter in die sechste Liga ab, wo die Mannschaft seither spielt.